# New Microbes and New Infections
New Microbes and New Infections est une revue scientifique du  groupe Elsevier consacrée aux germes nouvellement découverts, et clair exemple de népotisme des revues médicales. Elle est connue pour avoir permis à Didier Raoult et à ses collègues de l'IHU de Marseille, très représentés dans le comité de direction de la revue, d'y publier un très grand nombre d'articles, au point qu'elle est surnommée « la gazette de l'IHU »,.
Depuis 2021, son éditrice est Patricia Schlagenhauf-Lawlor.

## Lien avec l'IHU de Marseille
En 2017, le Haut Conseil de l’évaluation de la recherche et de l’enseignement supérieur sur l’IHU de Marseille note que cette revue servirait à publier des articles refusés dans les autres revues.
Le journal est remarqué pendant la pandémie de Covid-19, quand Clara Locher et ses collègues notent que l'auteur le plus prolifique de ce journal, Didier Raoult, a cosigné 32 % des 728 articles publiés depuis sa création en 2013. Le rédacteur en chef du journal et six autres membres du comité éditorial étaient de proches collègues de Didier Raoult. Ensemble, ils avaient cosigné 44 % des articles du journal,,.
Parmi ces publications, une prétendue méta-analyse sur l'efficacité thérapeutique de l'hydroxycholoroquine s'est avérée en contradiction avec toutes les bonnes pratiques dans le domaine des méta-analyses.
Trois praticiens de l'IHU, Matthieu Million, Philippe Parola et Philippe Brouqui sont visés en décembre 2023 par une procédure disciplinaire pour avoir publié dans ce journal en octobre 2023 une étude cosignée par le Pr Raoult (à la retraite) sur des « essais cliniques réalisés en dehors des cadres réglementaires », selon le ministère.
Une étude publiée en 2023 dans la revue Research Integrity and Peer Review (en) par un collectif de chercheurs dénombre 456 publications scientifiques de l'IHU de Marseille comportant de possibles manquements méthodologiques, éthiques ou légaux, dont cent trente-cinq ont été publiés dans le journal New Microbes and New Infections,. Elsevier déclenche une enquête sur les articles publiés dans New Microbes and New Infections par des auteurs de l'IHU pour des raisons liées à la « conduite appropriée de recherches impliquant des participants humains », selon une note de l'éditeur parue le 9 novembre dans la revue.